# Anisomysis (Anisomysis) australis
Anisomysis (Anisomysis) australis is een aasgarnalensoort uit de familie van de Mysidae. De wetenschappelijke naam van de soort is voor het eerst geldig gepubliceerd in 1918 door Zimmer.